# Théotime Langlois de Swarte
Théotime Langlois de Swarte né à Céret le 11 novembre 1995, est un violoniste français, dont le répertoire s’étend du xviie siècle jusqu'à la création contemporaine.

## Biographie
Théotime Langlois de Swarte commence jeune son apprentissage du violon, à l’âge de 4 ans. Plus tard il entre au CRR de Perpignan . C’est à neuf ans, pendant une master classe qu’il découvre le violon baroque. Il rejoint par la suite le CRR de Toulouse dans la classe de Gilles Colliard. Dans la continuité de son parcours, il intègre l’École normale de musique de Paris, jusqu’en 2014, où il poursuit au Conservatoire national supérieur de musique et de danse de Paris (CNSMDP) en classe de violon de Michaël Hentz.
Au fil de son parcours Théotime Langlois de Swarte constitue et joue dans de nombreux ensembles, tels que le trio Guermantes, avec Cameron Crozman et Paul Drouet qu’il crée en 2015, ainsi que le « Trio Eluard », avec Fiona Mato et Hanna Salzenstein, créé en 2018. L’ensemble dans lequel il est le plus reconnu et celui qu’il fondera en 2015, l’ensemble « Le Consort » avec Justin Taylor, claveciniste et pianofortiste. Cet ensemble « a pour vocation d’interpréter sur instruments d’époque de la musique de chambre des XVIIe et XVIIIe siècles, de la sonate en trio baroque à deux violons avec basse continue, aux quatuors avec piano du style classique ». Cet ensemble participe à de nombreux festivals, en France ou à l’étranger : sa renommée est internationale.
De plus, le violoniste participe à de nombreux projets d’enregistrements tels que celui de l’ensemble Les Arts florissants, dont il devient membre en 2015, dans des programmes de musique de chambre, ou encore avec l’ensemble Les Ombres, Les Nouveaux Caractères et Jupiter. En 2017, Théotime Langlois de Swarte obtient pour le Concours international du Val de Loire le premier prix et le prix du public. En 2020, il est le premier violoniste baroque nommé dans la catégorie « Révélation » aux Victoires de la musique classique, puis en 2022, en tant que soliste instrumental dans la catégorie « enregistrement »,.
Théotime Langlois de Swarte est reconnu en France mais aussi à l'étranger (Canada, États-Unis ou encore Allemagne). Il joue dans des salles prestigieuses comme la Philharmonie de Berlin, le Musikverein de Vienne, le Shanghai National Art Center, le Walt Disney Hall de Los Angeles et la Philharmonie de Paris. En juin 2022, il joua à New York, à Washington et à Berlin (Festival de Potsdam), un Concert Spirituel aux Caraïbes avec les orchestres Opera-Lafayette et Arlequin Philosophes, dirigés par Pedro Memelsdorff."En 2022, il sort à l'âge 26 ans son premier album solo, où « il rend honneur à la littérature du violon, entre Vivaldi, Locatelli et le compositeur français Leclair ».

## Enregistrements
- 2020 : The Mad Lover avec Thomas Dunford (Harmonia Mundi)
- 2021 : A concert at the time of Proust avec Tanguy de Williencourt (Harmonia Mundi)
- 2021 : "Générations" Senaillé & Leclair : Sonates pour violon and clavecin avec William Christie (Harmonia Mundi)
- 2022 : Vivaldi, Leclair & Locatelli : Violin Concertos - Ensemble Les Ombres (Harmonia Mundi) Diapason d'Or de l'année 2022[7]
- 2023 : Une invitation chez les Schumann. Musique de chambre, œuvres pour piano et lieder - Trio Dichter (avec Hanna Salzenstein, Fiona Mato), Samuel Hasselhorn (Harmonia Mundi)
- 2023 : Joseph Haydn Symphonies "parisiennes" n° 84, 85, 86 & 87 - Concerto pour violon n° 1 - Les Arts Florissants, avec William Christie (Harmonia Mundi)